# Balo jezik
Balo jezik (ISO 639-3: bqo), nigersko-kongoanski jezik iz kamerunske provincije Northwest, kojim govori oko 2 230 (2000) u departmanu Manyu.
Balo je jedan od 17 tivoidskih jezika, a leksički mu je najbliži osatu [ost], 

## Vanjske poveznice
- Ethnologue (14th)
- Ethnologue (15th)